# Cimitero acattolico di Siracusa
Il cimitero acattolico di Siracusa si trova a Siracusa, nel parco di Villa Landolina che fa oggi parte del Museo archeologico Paolo Orsi.
Dal momento che le norme della Chiesa cattolica vietavano di seppellire in terra consacrata i non cattolici — tra cui i protestanti, gli ebrei e gli ortodossi — nonché i suicidi, questi, dopo morte, erano "espulsi" dalla comunità cristiana cittadina e inumati fuori dalle mura (o al margine estremo delle stesse).
La famiglia Landolina diede la disponibilità alla realizzazione del "cimitero degli acattolici" nel proprio parco. Il cimitero è di piccole dimensioni e comprende dodici sepolture realizzate nel corso dell'Ottocento per alcuni stranieri di fede non cattolica morti a Siracusa.
Vi sono sepolti il poeta tedesco August von Platen ed alcuni marinai americani che parteciparono alla prima guerra barbaresca (1801-1805), la prima guerra combattuta dagli Stati Uniti d'America al di fuori del territorio americano. Essi sono Joseph Maxwell, Seth Cartee (Carter), William Tyler, James Deblois e George S. Hackey.
I monumenti funebri sono stati restaurati tra il 2012 e il 2015.

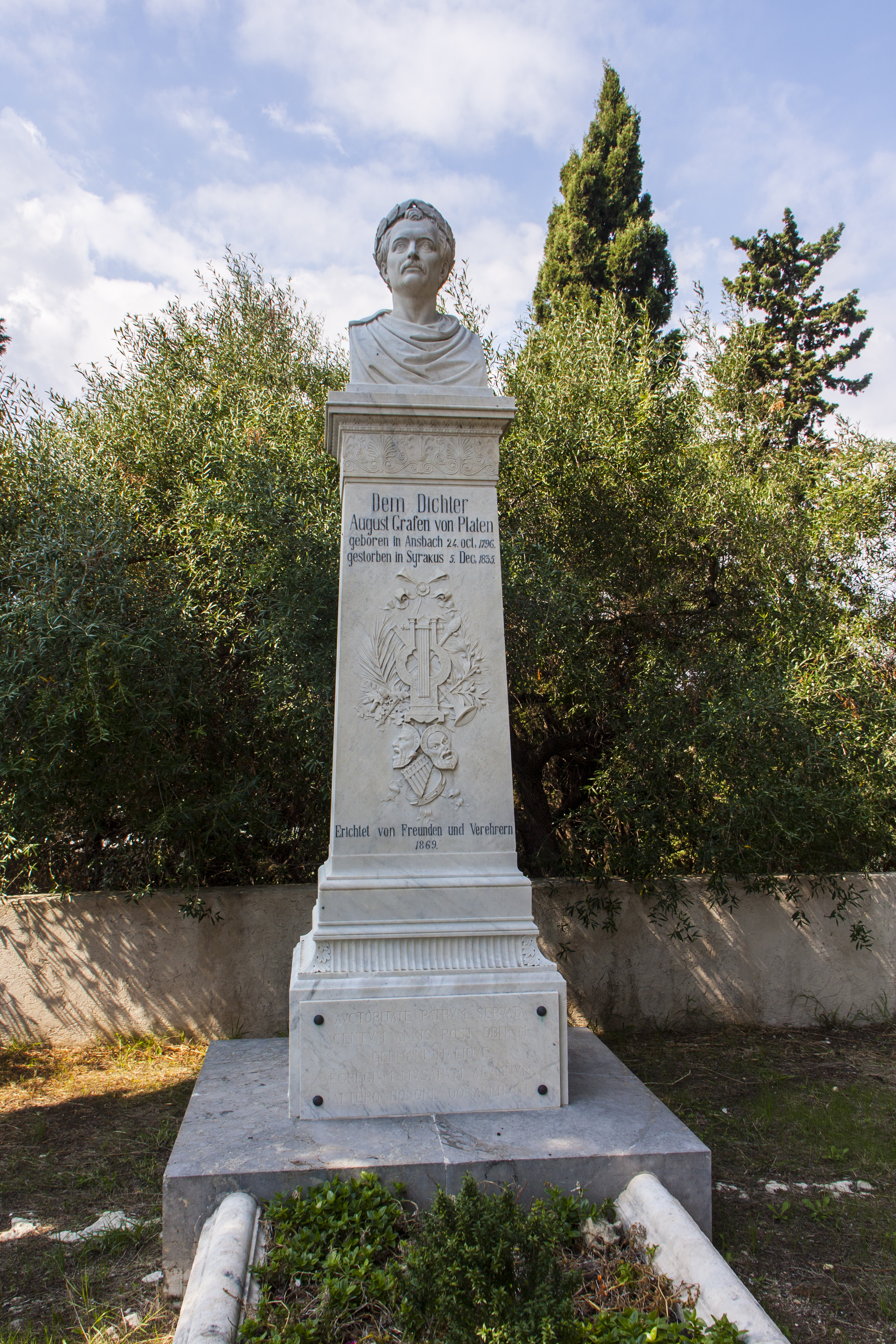
Tomba di August von Platen
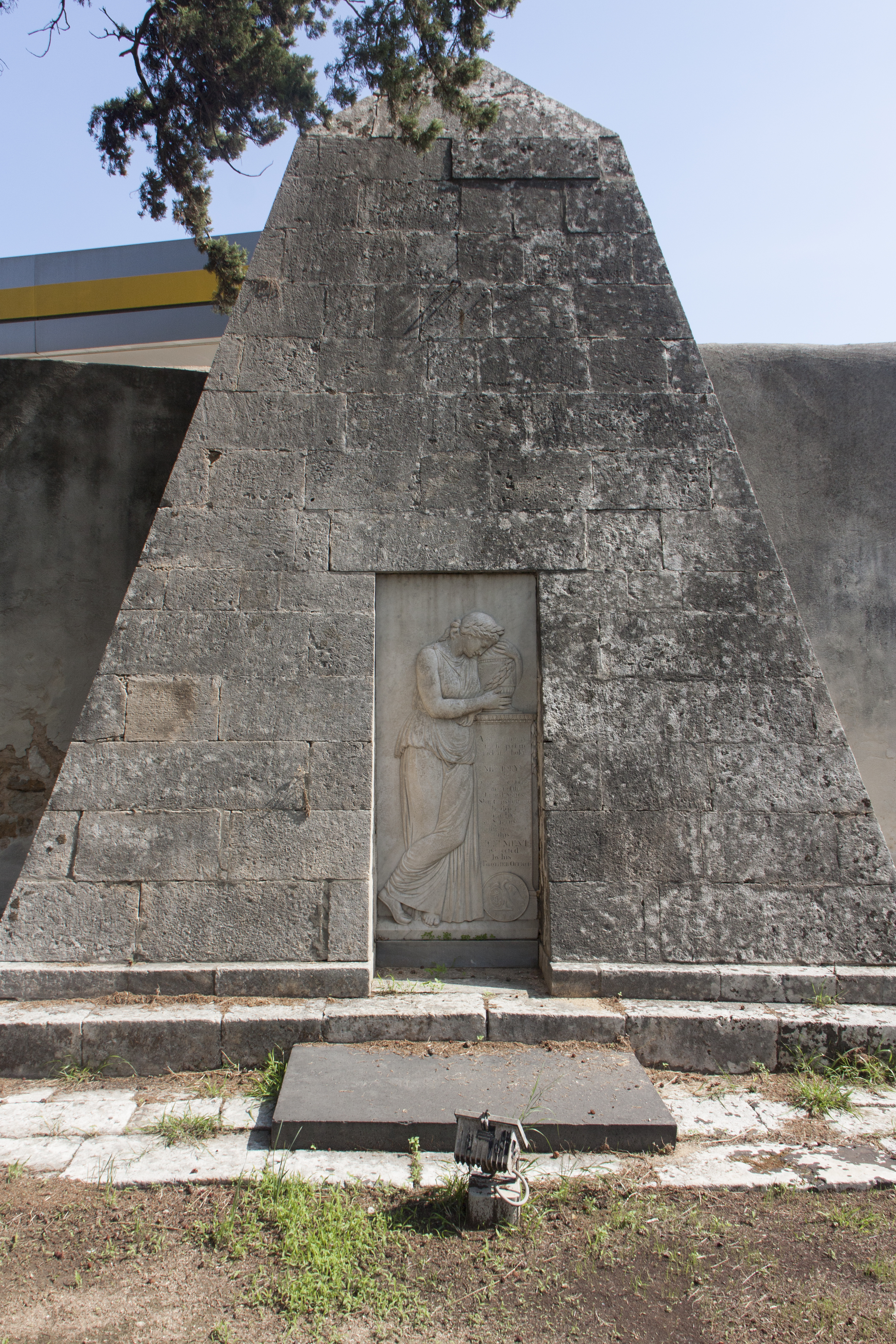
Tomba di James S. Deblois
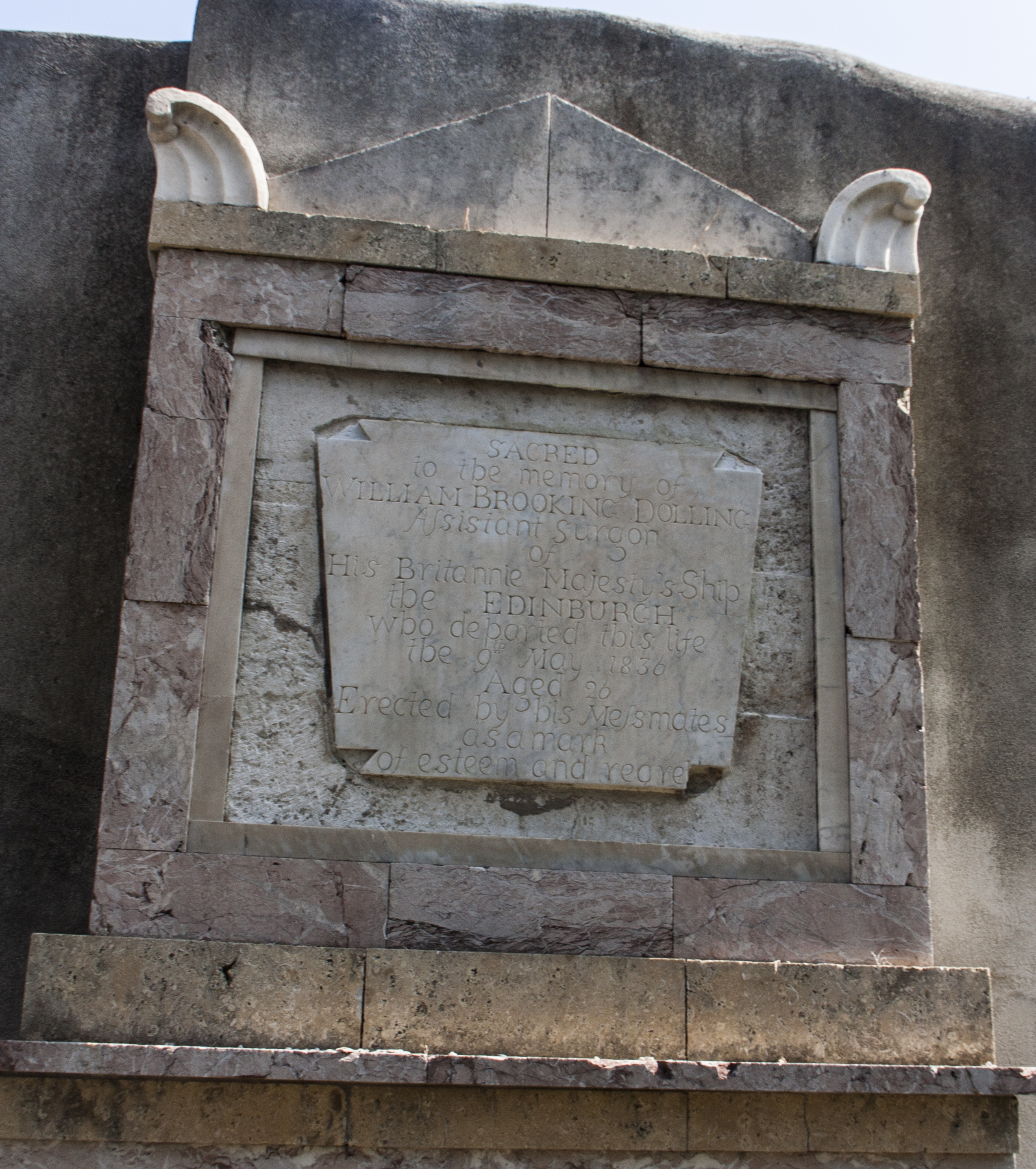
Tomba di William Brooking Dolling